# Осек (Стшелецько-Дрезденецький повіт)
Осек (пол. Osiek) — село в Польщі, у гміні Добеґнев Стшелецько-Дрезденецького повіту Любуського воєводства.
Населення — 404 особи (2011).
У 1975-1998 роках село належало до Гожовського воєводства.

## Демографія
Демографічна структура станом на 31 березня 2011 року:
|          | Загалом | Допрацездатний вік | Працездатний вік | Постпрацездатний вік |
| -------- | ------- | ------------------ | ---------------- | -------------------- |
| Чоловіки | 203     | 55                 | 130              | 18                   |
| Жінки    | 201     | 50                 | 112              | 39                   |
| Разом    | 404     | 105                | 242              | 57                   |